# Mindo
Mindo (in greco antico: Μύνδος?, Mýndos) era un'antica colonia dorica di Trezene, sulla costa della Caria in Asia Minore (Turchia), situata sulla penisola di Bodrum, a pochi chilometri a nordovest di Alicarnasso. Il sito è oggi occupato dal villaggio di Gümüşlük.

## Descrizione
Mindo era protetta da forti mura e aveva un buon porto. 
Plinio e Stefano di Bisanzio citano entrambi un antico insediamento cario chiamato Palaemyndus vicino a Mindo, che sembra sia stato abbandonato dopo la fondazione della Mindo dorica.
Pomponio Mela e Plinio citano inoltre una località chiamata  Neapolis nella stessa penisola; poiché nessun altro autore fa menzione di una località con questo nome in questa parte del paese, si suppone che la Mindo dorica e Neapolis fossero la stessa località.
Plinio, tuttavia, cita Mindo e Neapolis come due località diverse.
Il filosofo cinico Diogene di Sinope visitò Mindo e notò le grandi dimensioni delle porte della città rispetto alla città stessa e commentò: "Uomini di Mindo, vi esorto a chiudere le porte, perché la città potrebbe scappare!".
La presenza di navi di Mindo è citata da Erodoto nella spedizione di Anassagora contro Nasso.
In seguito a tale spedizione, Alessandro Magno, mentre assediava Alicarnasso, tentò di occupare di sorpresa Mindo ma fu respinto dai suoi abitanti aiutati da rinforzi giunti da Alicarnasso.
Ateneo afferma che il vino della zona di Mindo aveva virtù digestive.
La Diocesi di Mindo è tuttora sede titolare della Chiesa cattolica.